# Хилсборо (Вирџинија)
Хилсборо (Вирџинија) (енгл. Hillsboro) град је у америчкој савезној држави Вирџинија. По попису становништва из 2010. у њему је живело 80 становника.

## Демографија
Према попису становништва из 2010. у граду је живело 80 становника, што је 16 (16,7%) становника мање него 2000. године.
| Група             | 2000.      | 2010.      |
| Белци             | 93 (96,9%) | 65 (81,3%) |
| Афроамериканци    | 3 (3,1%)   | 1 (1,3%)   |
| Азијати           | 0 (0,0%)   | 6 (7,5%)   |
| Хиспаноамериканци | 0 (0,0%)   | 1 (1,3%)   |
| Укупно            | 96         | 80         |